# Yekaterina Shliapnikova
Yekaterina Shliapnikova (en ruso: Екатерина Шляпникова; 7 de septiembre de 2005) es una deportista rusa que compite en piragüismo en la modalidad de aguas tranquilas. Ganó dos medallas de oro en el Campeonato Mundial de Piragüismo de 2024, en las pruebas de C2 500 m mixto y C4 500 m mixto.

## Palmarés internacional
| Campeonato Mundial | Campeonato Mundial      | Campeonato Mundial | Campeonato Mundial |
| Año                | Lugar                   | Medalla            | Competición        |
| ------------------ | ----------------------- | ------------------ | ------------------ |
| 2024               | Samarcanda (Uzbekistán) | Medalla de oro     | C2 500 m mixto     |
| 2024               | Samarcanda (Uzbekistán) | Medalla de oro     | C4 500 m mixto     |